# Lista de talent shows da RTP1
Os talent shows portugueses produzidos pela RTP1 estão relacionadas nesta lista, que apresenta: título, temporadas, data de início, data de final, dia da semana e apresentadores. A RTP1 é uma estação de televisão portuguesa.

## Exibição, por ordem de produção

### Década de 1990
| # | Início | Término | Título              | Temporadas | Apresentador(es)  |
| - | ------ | ------- | ------------------- | ---------- | ----------------- |
|   | 1997   | 1997    | Casa de Artistas    | 1          | Serenella Andrade |
|   | 1997   | 1997    | Reis do Estúdio     | 1          | Luís Varatojo     |
|   | 1998   | 1998    | Assalto à Televisão | 1          | José Nuno Martins |

### Década de 2000
| Início | Término | Título               | Temporadas                                                                                           | Apresentador(es) |
| ------ | ------- | -------------------- | --- | --- |
| 2003   | 2011    | Operação Triunfo     | 1.ª temporada: 2003 2.ª temporada: 2003 - 2004 3.ª temporada: 2007 - 2008 4.ª temporada: 2010 - 2011 | 1.ª temporada: Catarina Furtado 2.ª temporada: Catarina Furtado 3.ª temporada: Sílvia Alberto 4.ª temporada: Sílvia Alberto                                                    |
| 2006   | 2023    | Dança Comigo         | 1.ª temporada: 2006 2.ª temporada: 2006 3.ª temporada: 2007 4.ª temporada: 2008 5.ª temporada: 2023  | 1.ª temporada: Catarina Furtado e Sílvia Alberto 2.ª temporada: Catarina Furtado 3.ª temporada: Catarina Furtado 4.ª temporada: Catarina Furtado 5.ª temporada: Sílvia Alberto |
| 2007   | 2007    | Aqui Há Talento      | 1.ª temporada: 2007                                                                                  | Sílvia Alberto |
| 2008   | 2009    | Olha Quem Dança      | 1.ª temporada: 2008 - 2009                                                                           | Sílvia Alberto |
| 2009   | 2010    | Dança Comigo no Gelo | 1.ª temporada: 2009 - 2010                                                                           | Catarina Furtado |
| 2009   | 2009    | Febre da Dança       | 1.ª temporada: 2009                                                                                  | Sílvia Alberto |
| 2009   | 2010    | Família Família      | 1.ª temporada: 2009 2.ª temporada: 2010                                                              | Sónia Araújo |

### Décadas de 2010 e 2020
| Início                | Título                      | Temporadas | Apresentador(es) |
| --------------------- | --------------------------- | --- | --- |
| 2010                  | Projecto Moda               | 1ª temporada: 2010 | Nayma |
| 2011/ 2021 - presente | MasterChef Portugal         | 1ª temporada: 2011 5ª temporada: 2021 6ª temporada: 2022 - 2023 7ª temporada: 2023 - 2024 8ª temporada: 2024 - 2025 | 1ª temporada: Sílvia Alberto 5ª temporada: S/Apresentador 6ª temporada: S/Apresentador 7ª temporada: S/Apresentador 8ª temporada: S/Apresentador |
| 2011 - presente       | The Voice Portugal          | 1ª temporada: 2011 - 2012 2ª temporada: 2014 3ª temporada: 2015 - 2016 4ª temporada: 2016 5ª temporada: 2017 6ª temporada: 2018 7ª temporada: 2019 - 2020 8ª temporada: 2020 - 2021 9ª temporada: 2021 - 2022 10ª temporada: 2022 - 2023 11ª temporada: 2023 - 2024 12ª temporada: 2024 - 2025 | 1ª temporada: Catarina Furtado 2ª temporada: Catarina Furtado e Vasco Palmeirim 3ª temporada: Catarina Furtado e Vasco Palmeirim 4ª temporada: Catarina Furtado e Vasco Palmeirim 5ª temporada: Catarina Furtado e Vasco Palmeirim 6ª temporada: Catarina Furtado e Vasco Palmeirim 7ª temporada: Catarina Furtado e Vasco Palmeirim 8ª temporada: Catarina Furtado e Vasco Palmeirim 9ª temporada: Catarina Furtado e Vasco Palmeirim 10ª temporada: Catarina Furtado e Vasco Palmeirim 11ª temporada: Catarina Furtado 12ª temporada: Catarina Furtado |
| 2013                  | Feitos ao Bife              | 1ª temporada: 2013 2ª temporada: 2013 | 1ª temporada: Catarina Furtado 2ª temporada: Vasco Palmeirim |
| 2013 - 2015           | Chefs Academy               | 1ª temporada: 2013 2ª temporada: 2015 | 1ª e 2ª temporadas: Catarina Furtado |
| 2014                  | Chefs Academy -Kids         | 1ª temporada: 2014 | 1ª temporada: Catarina Furtado |
| 2014                  | Desafio Total               | 1ª temporada: 2014 | Sílvia Alberto e Marco Horácio |
| 2014 - 2024           | The Voice Kids              | 1ª temporada: 2014 2ª temporada: 2021 3ª temporada: 2022 4ª temporada: 2023 5ª temporada: 2024 | 1ª temporada: Vasco Palmeirim e Mariana Monteiro 2ª temporada: Catarina Furtado 3ª temporada: Catarina Furtado 4ª temporada: Catarina Furtado 5ª temporada: Catarina Furtado |
| 2015 - presente       | Got Talent Portugal         | 3ª temporada: 2015 4ª temporada: 2016 5ª temporada: 2017 6ª temporada: 2018 7ª temporada: 2020 8ª temporada: 2021 9ª temporada: 2022 10ª temporada: 2024 11ª temporada: 2025 | 3ª temporada: Marco Horácio 4ª temporada: Vanessa Oliveira e José Pedro Vasconcelos 5ª temporada: Sílvia Alberto e Pedro Fernandes 6ª temporada: Sílvia Alberto e Pedro Fernandes 7ª temporada: Sílvia Alberto 8ª temporada: Sílvia Alberto 9ª temporada: Sílvia Alberto 10ª temporada: Sílvia Alberto 11ª temporada: Sílvia Alberto |
| 2015                  | Cook Off - Duelo de Sabores | 1ª temporada: 2015 | Catarina Furtado |
| 2018 - 2019           | FFF - Desafio na Cozinha    | 1ª temporada: 2018 - 2019 | S/ Apresentador |
| 2019                  | La Banda                    | 1ª temporada: 2019 | Sílvia Alberto |
| 2020                  | A Batalha dos Jurados       | 1ª temporada: 2020 | Sílvia Alberto |
| 2022 - 2023           | The Voice Gerações          | 1ª temporada: 2022 2ª temporada: 2023 | 1ª e 2ª temporadas: Catarina Furtado e Vasco Palmeirim |
| 2022/ 2024            | Chefs da Nossa Terra        | 1ª temporada: 2022 2ª temporada: 2024 | 1ª temporada: João Paulo Rodrigues e Isabel Silva 2ª temporada: Isabel Silva |
| 2023 - presente       | Estrelas ao Sábado          | 1ª temporada: 2023 2ª temporada: 2023 - 2024 3ª temporada: 2024 - 2025 | Isabel Silva |
| 2024 - presente       | MasterChef Portugal Júnior  | 4ª temporada: 2024 | 4ª temporada: S/apresentador |
| 2024                  | Superestrelas               | 1ª temporada: 2024 | 1ª temporada: Sílvia Alberto |